# タイ・ユア・マザー・ダウン
「タイ・ユア・マザー・ダウン」（Tie Your Mother Down）はイギリスのロック・バンド、クイーンの楽曲。
ブライアン・メイ作。1976年発表のアルバム「華麗なるレース」のオープニング曲であり、同アルバムからの2枚目のシングル曲。1977年3月にリリースされたシングルは、イギリスのチャートで最高位31位。1998年にリリースされた「ノー・ワン・バット・ユー」のB面として収録された際には、最高位13位を記録。アルバム・バージョンでは1分ほどの無限音階によるイントロがついており、このパートはアルバムの最後の曲である「手をとりあって」のエンディングにも登場している。

## 歴史
リフの原型は1975年1月に書かれた。メイは天体物理学の博士論文を書くためにテネリフェ島に滞在していた折、この曲のリフ部分をスパニッシュ・ギターで作り、ある朝、目覚めたときにリフに合わせて「タイ・ユア・マザー・ダウン」と歌ってみた。メイは冗談のつもりの歌詞だったがフレディ・マーキュリーが気に入り、そのまま採用された。
1976年9月4日のコンサート前にリハーサルされたが録音は残っていない。
長年に渡りツアーでは演奏され、アメリカのFMでもよく流れていたが、チャート・アクションはイギリスで31位、アメリカで49位と奮わず、「グレイテスト・ヒッツ」にはオーストラリア盤など限定的に収録されるに留まった。しかしながら1997年の「クイーン・ロックス」には収録され、クイーンのもっともヘヴィな曲のひとつとされている。
2006年のオランダのファンクラブ・コンベンションでは、メイがガイド・ヴォーカルを歌っている、デモ・バージョンが披露された。

## プロモーションビデオ
プロモーション動画は1977年のアメリカ・ツアー、ロング・アイランドのナッソー・コロシアムにおけるパフォーマンスを撮影したものが使われており、監督はブルース・ゴワーズ。

## メンバーによるコメント
- マーキュリー：「ブライアンが書いた曲なんだけど、彼はちょっとひどい気分で「デス・オン・トゥー・レッグス」よりもすごい曲を作りたいとでも思ったんじゃないかな」[5]
- メイ：「タイトルはパッと浮かんだもので、どんな意味があるかなんて僕にもわからないよ」[6][7]

## シングル収録曲

### イギリス盤
1. タイ・ユア・マザー・ダウン - Tie Your Mother Down (May)
2. ユー・アンド・アイ - You and I (Deacon)

### アメリカ盤・日本盤
1. タイ・ユア・マザー・ダウン - Tie Your Mother Down (May)
2. さまよい - Drowse (Taylor)